# Lotsstation

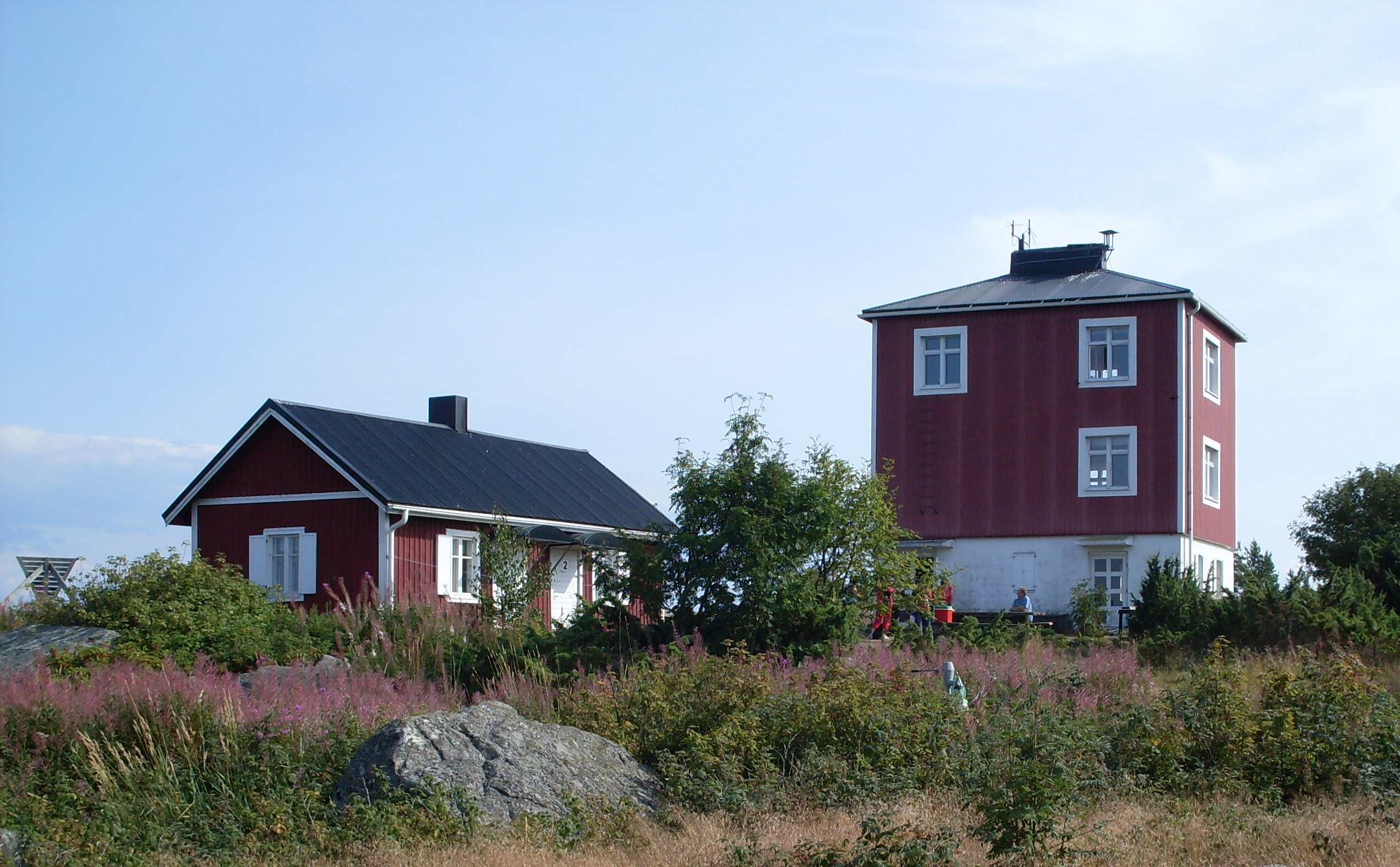
Den tidigare finländska lotsstationen på Ouraluoto i Bottenhavet i landskapet Satakunta

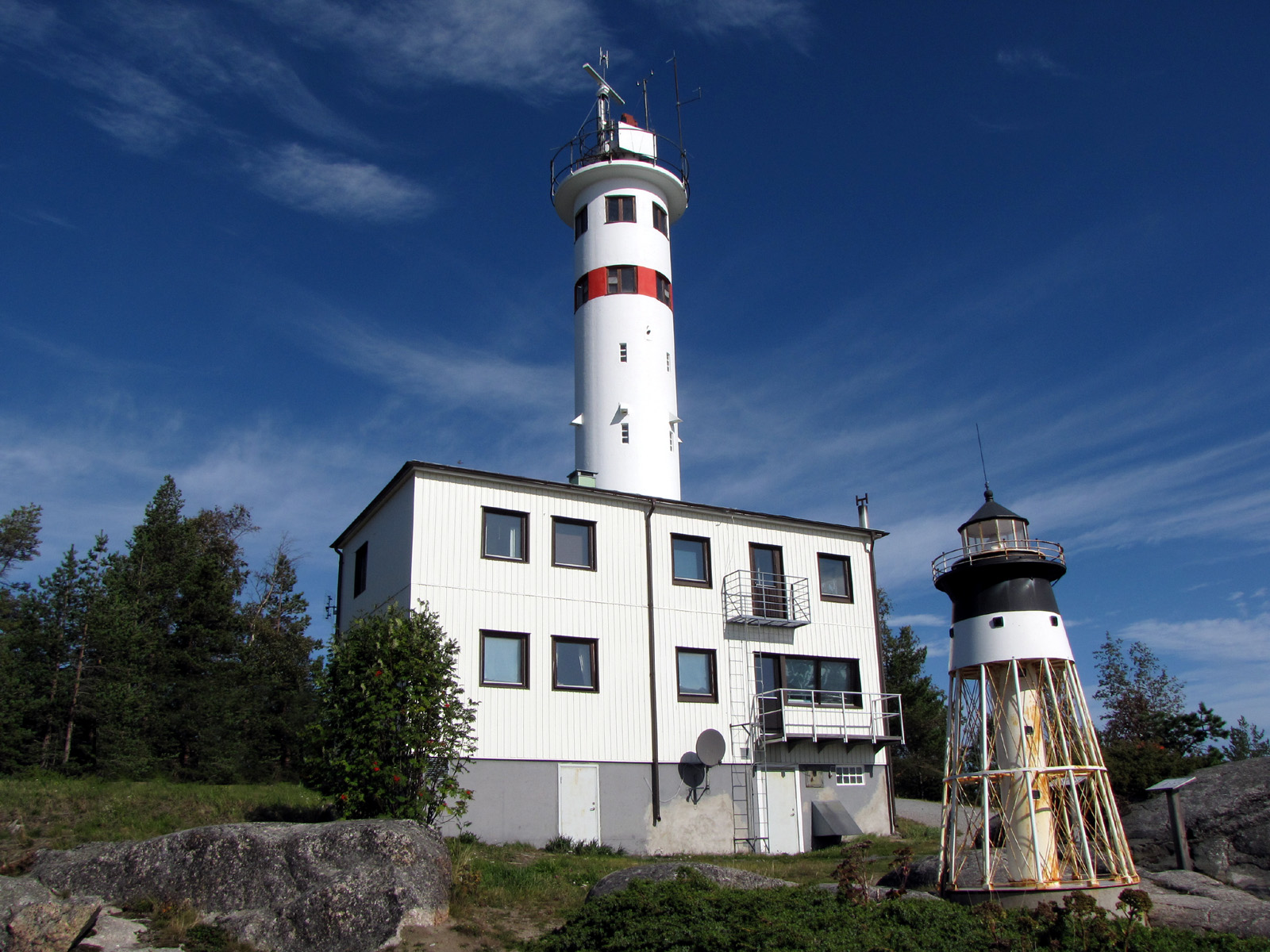
Skagsudde fyr och lotsplats

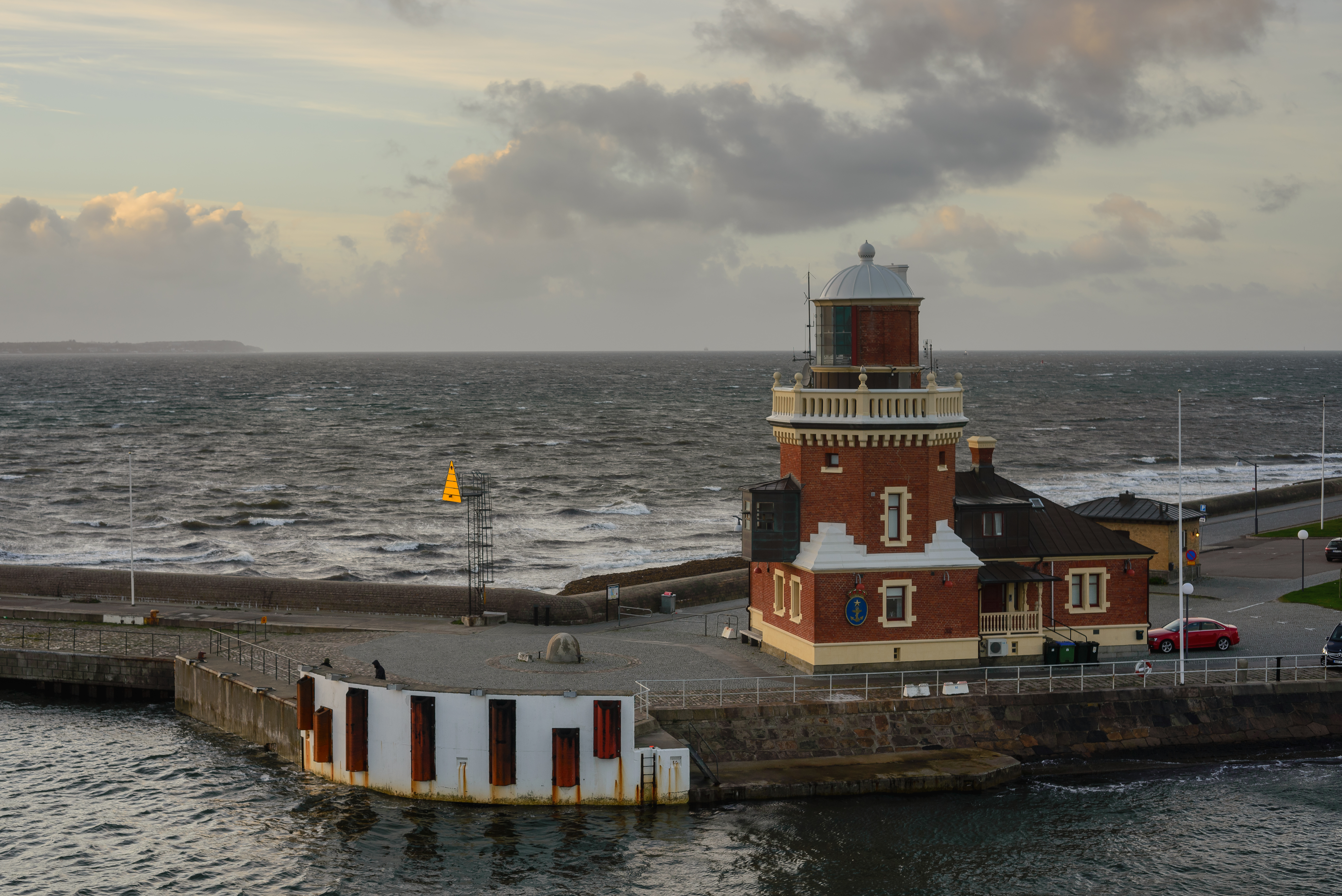
Helsingborgs fyr och lotshus

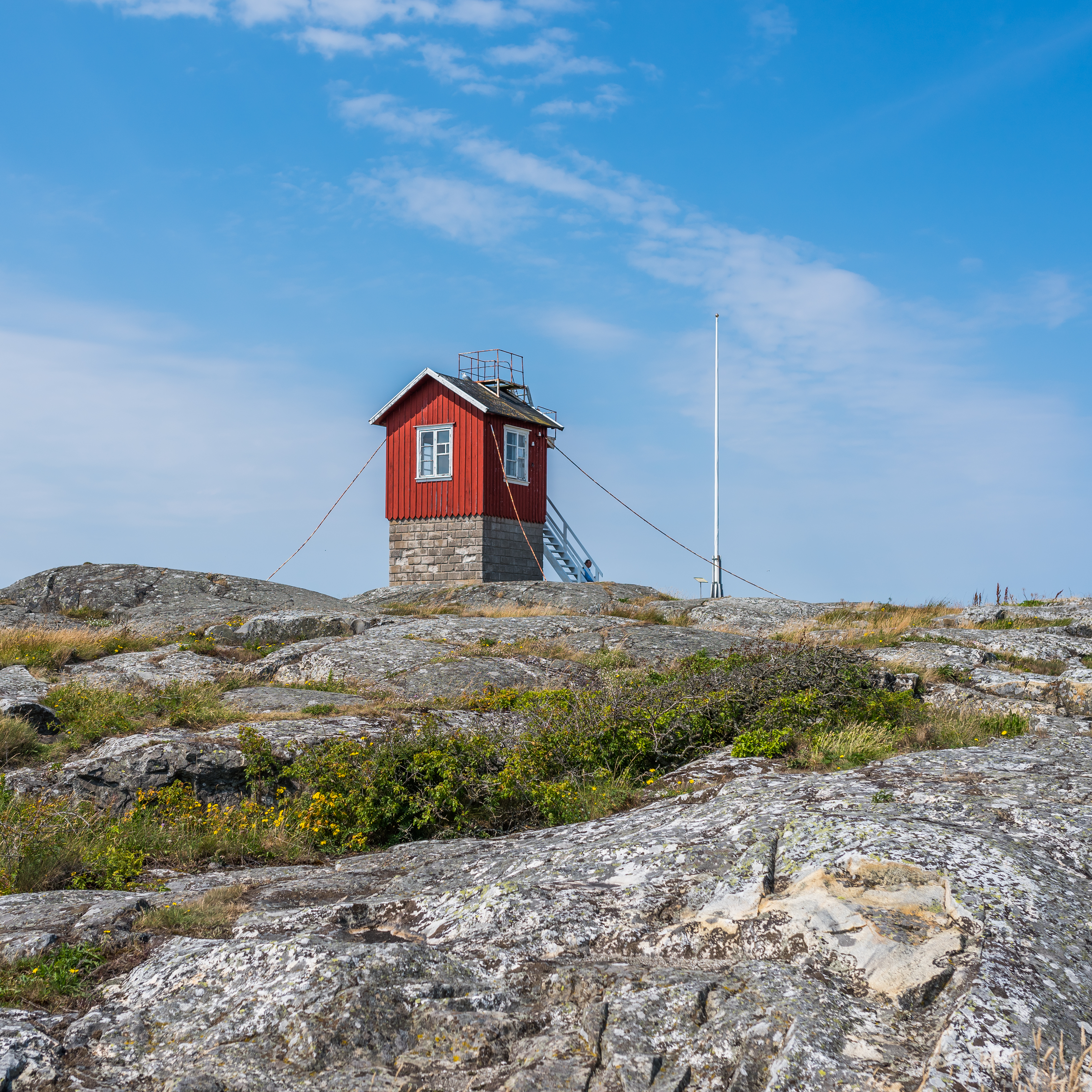
Lotsutkiken på Käringön

En lotsstation, eller en lotsplats, är en bas för lotsar, eller också en plats från vilken lotsar kan beställas. Den har traditionellt ofta bestått av en hamn med lotsbåtar, lotsutkik, kontorslokal samt byggnader med tjänstebostäder för lotsar och deras familjer.
För att komma från lotsstationen till ett fartyg som närmar sig, behöver lotsarna snabba båtar för att anlända i tid. Tidigare låg lotsstationer tätare än nu och ofta på en ö i en farled. De hade ofta högt placerade lotsutkikar för att se ankommande fartyg. Moderna lotsbåtar är mycket snabbare än förr och radiokommunikation finns, varför lotsstationerna nu är färre och mer sällan finns på mindre öar ute i havsbandet.

## Lotsstationer i Sverige
Ett lotsväsen i Sverige började organiseras på 1600-talet.
Från 1856 hade lotsar och fyrfolk i Lotsverket, senare Sjöfartsverket samma arbetsgivare, och lotsplats och fyrplats låg ofta ihop eller i varandras närhet.
På 1500-talet inrättades lotshemman, där lotsen med sina drängar fick en bit mark, mulbete, fiskerättigheter och militär frisedel i utbyte mot att lotsa kronans skepp. Landsort var den första lotsstationen 1535  och lotsväsendet organiserades ordentligt på 1600-talet, med ett reglemente 1696.
År 1875 fanns 150 lotsplatser, ett antal som efter hand minskade till 95 1924. År 1967 skedde en stor indragning, då antalet minskade från 64 till 30.
En lotsplats var länge en självfinansierad enhet med självbestämmande om till exempel rekrytering av nya lotsar. De lotspenningar som betalades av de lotsade fartygen tillföll i sin helhet lotsplatsen, vilket innebar stora skillnader för personalen på olika stationer. 
En stor organisationsförändring 1956 innebar att Kungliga Sjöfartsstyrelsen bildades och övertog hela Lotsverket och Sjökarteverket plus delar av Kommerskollegium inklusive Fartygsinspektionen. Från 1956 upprustades grundligt både anläggningar och befintliga båtar. Lotsbåtarna förstatligades och många nya byggdes, samtidigt som det skedde stora strukturförändringar inom sjöfarten som kraftigt reducerade behovet av lotsning och lotsstationer. 
Det var vanligt att det fanns en lotsplats i hamnen som skötte all utlottning och en utsjölotsplats, som skötte inlotsningen. Exempel på detta och andra närliggande stationer var: 
- Kalix — Malören
- Luleå — Rödkallen
- Örnsköldsvik — Skag
- Sundsvall — Åstholmen och Brämön (sammanslagna 1903)
- Stockholm — Sandhamn (sammanslagna 1967)
- Göteborg — Vrångö och Brännö, senare Vinga (sammanslagna 1958)

Efterhand slogs dessa par ihop och då blev utsjöplatserna lotsuppassningsställen under lotsplatsen med lotskontor i stan.
I Sveriges territorialvatten samt Vänern och Mälaren finns tio lotsområden: Luleå, Gävle, Stockholm, Södertälje, Oxelösund, Kalmar, Malmö, Göteborg, Marstrand och Vänern/Göta kanal, vilka har upp till fem lotsstationer vardera, med sammanlagt 72 lotsbåtar.

## Lotsplatser i Finland
I lotsförteckningen 1751 uppräknas de platser där lotsarna bodde och var tillgängliga. År 1813 fanns det 48 lotsplatser i Finland.
Finlands territorialvatten och Saimen är indelat i de tre lotsningsområdena Bottenviken, Bottenhavet och Skärgårdshavet samt Finska viken (inklusive Saimens sjösystem). Sammanlagt finns 25 lotsstationer ("lotsstationer" och "basstationer") inom det statliga företaget Finnpilot Pilotage

## Bildgalleri

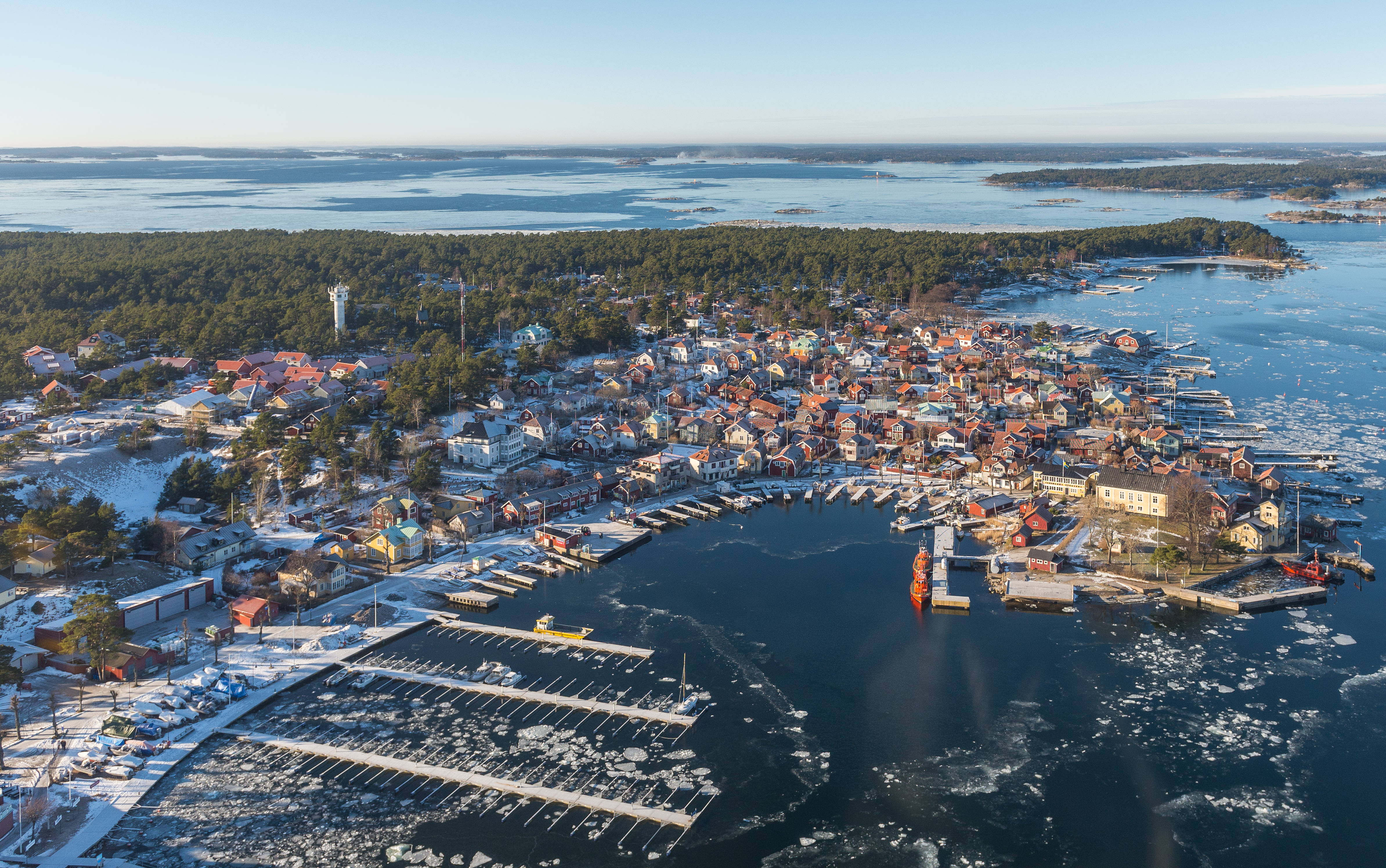
Sandhamn med utkikstorn och lotsbåtar
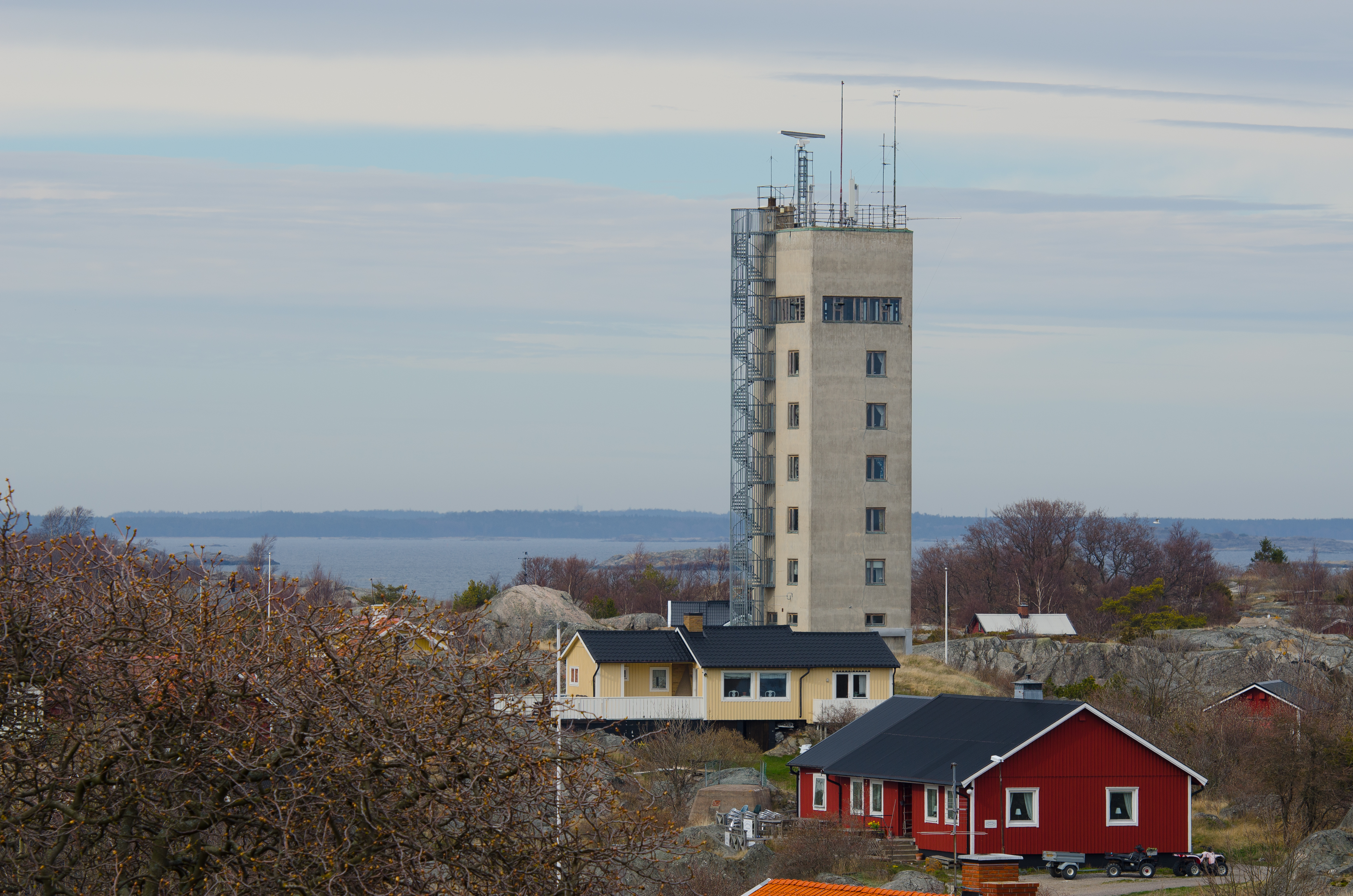
Landsorts lotsplats med lotsutkik
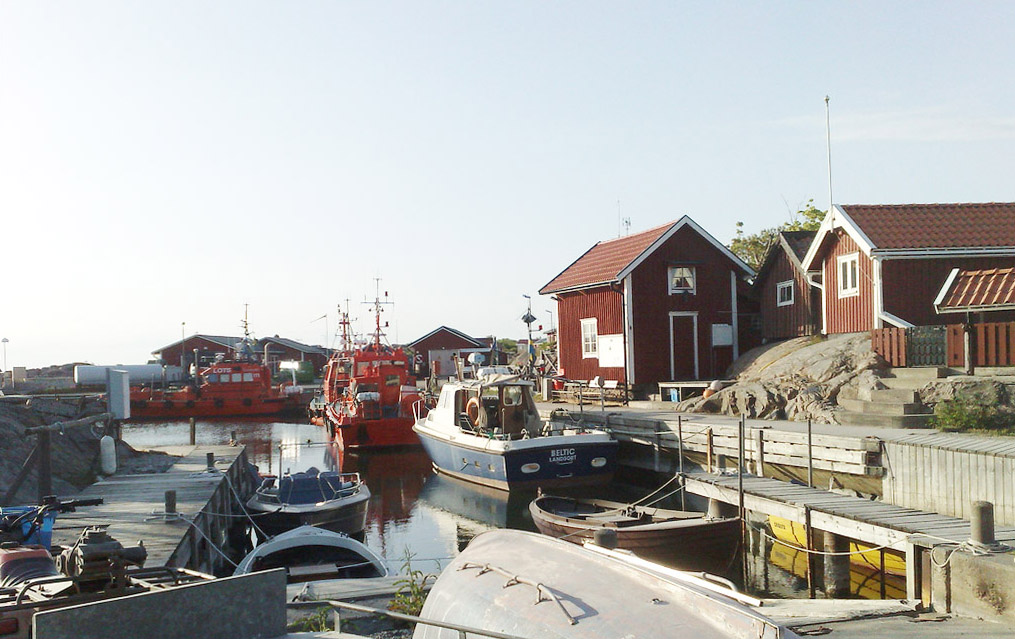
Landsorts lotshamn i Västra hamnen
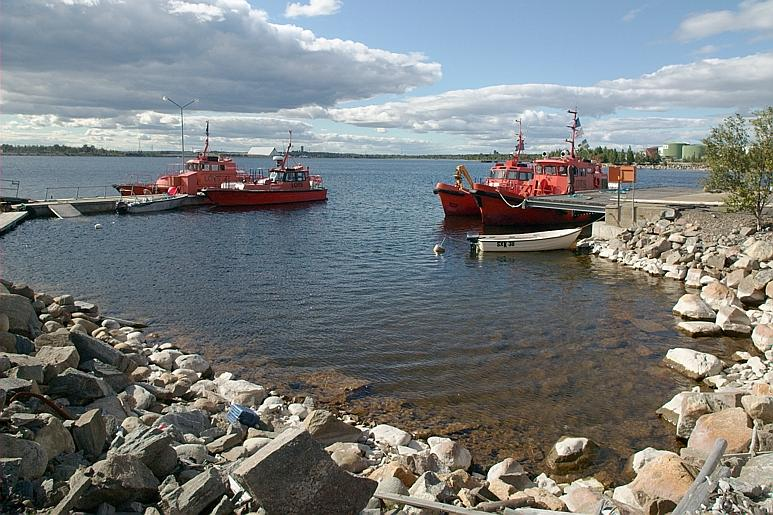
Skellefteå lotsstation
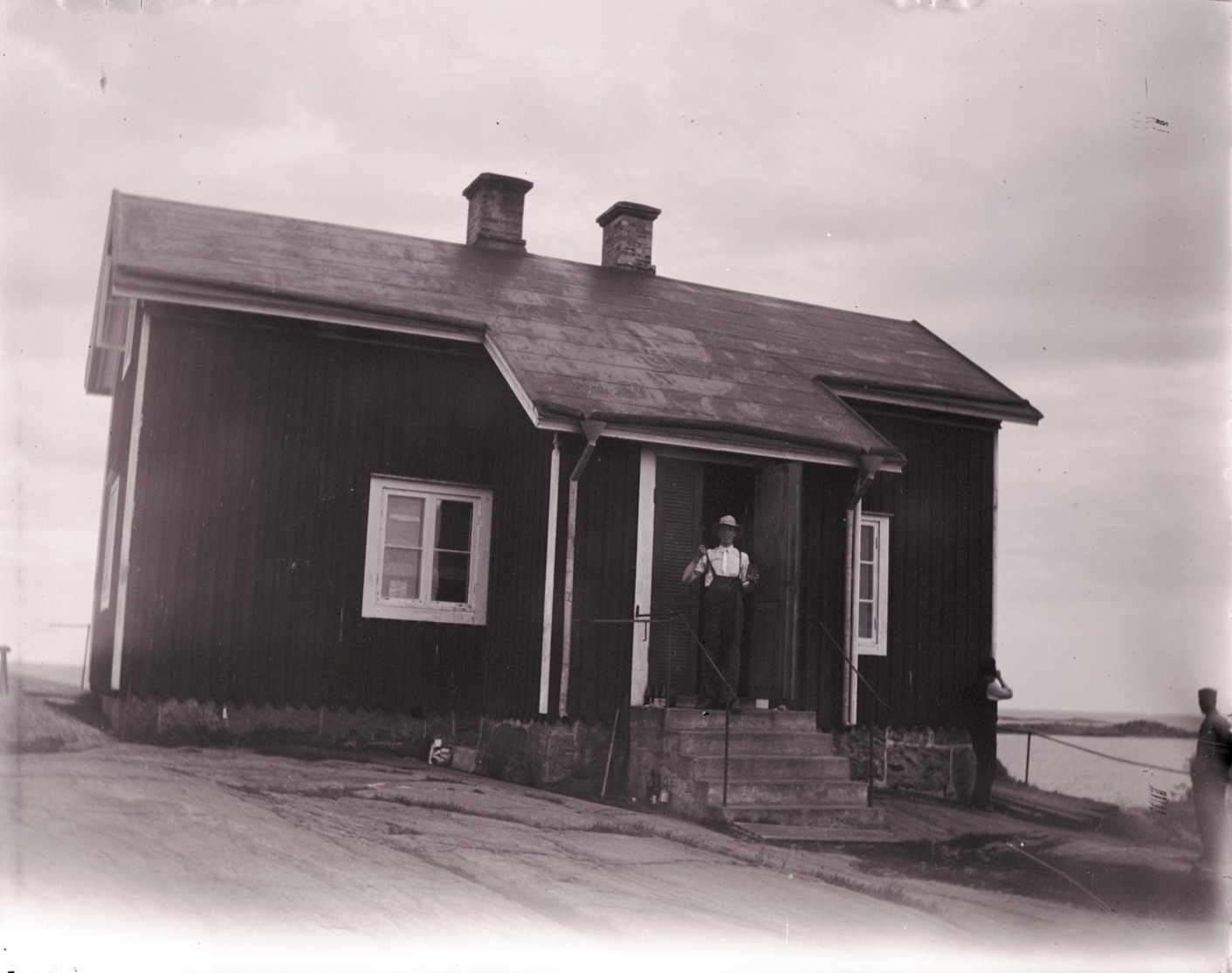
Lotsvaktstugan på Hävringe, 1890-tal